# Rhycherus
Rhycherus ist eine Fischgattung aus der Familie der Anglerfische (Antennariidae), die an der australischen Südküste vorkommt.

## Merkmale
Rhycherus-Arten werden 16 bis 23 cm lang. Von allen anderen Anglerfischen können sie durch lange, Kopf und Rumpf dicht bedeckende Hautlappen unterschieden werden, die eine Länge von 20 bis 25 % der Standardlänge erreichen können. Die Haut und die Angel (Illicium) sind nicht bestachelt. Alle Schwanzflossenstrahlen sind verzweigt. Der dritte Strahl der Rückenflosse steht weitgehend frei und ist nur an seinem unteren Viertel oder Fünftel durch eine Membran mit dem Nacken verbunden. Schwimmblase und Pseudobranchien fehlen.
- Flossenformel: Dorsale 12–13, Anale 7–8, Pectorale 9–11.[1][2]

## Arten
Es gibt zwei Arten:
- Quasten-Anglerfisch (Rhycherus filamentosus (Castelnau, 1872))
- Glovers Anglerfisch (Rhycherus gloveri Pietsch, 1984)

## Systematik
Die Gattung wurde im Jahr 1907 durch den australischen Ichthyologen James Douglas Ogilby eingeführt. Die Typusart ist Rhycherus wildii, heute ein Synonym von Rhycherus filamentosus. Rhycherus wurde der Familie Antennariidae zugeordnet, die zu den Armflossern (Lophiiformes) gehört. Morphologisch und genetisch sind die Unterschiede zu anderen Anglerfischen jedoch so groß, dass für Rhycherus und fünf nah verwandte Gattungen im März 2022 eine eigenständige Familie eingeführt wurde, die Rhycheridae. Diese wurden 2025 wieder zu einer Unterfamilie herabgestuft. Die Rhycherinae sind die Schwesterfamilie der Handfische (Brachionichthyidae).